# بيت المدارم (أفلح الشام)

تعديل مصدري - تعديل

بيت المدارم هي إحدى قرى عزلة بني حفيظ والمكارمة بمديرية أفلح الشام التابعة لمحافظة حجة، بلغ تعداد سكانها 299 نسمة حسب تعداد اليمن لعام 2004.